# فرودگاه دونویی
فرودگاه دونویی (به انگلیسی: Donoi Airport) یک فرودگاه نظامی و غیرنظامی است که یک باند فرود چمن دارد و طول باند آن ۳۲۰۰ متر است. این فرودگاه در شهر اولیاستی کشور مغولستان قرار دارد و در ارتفاع ۱۷۴۷ متری از سطح دریا واقع شده‌است.